# Сем Севиџ
Самуел Филип Севиџ (енгл. Sam Savage; Камден, 9. новембар 1940 — Медисон 17. јануар 2019) био је амерички романсијер и песник, најпознатији по свом роману 2006 Фермин: Авантуре велеградског пробисвета. Остали објављени радови Крик лењивца, Кривични живот Ефи О и Стакло.

## Живот и посао
Самјел Филипс Севиџ рођен 1940. године у Камдену, Јужна Каролина. Његов отац, Хенри Севиџ-млађи, адвокат по професији, био је такође аутор, успео је да објави неколико књига о историји и природној историји.
Сем је дипломирао на Јејл универзитету 1968. године. Касније је студирао филозофију на универзитету Јејл и универзитета Хајделберг у Немачкој, докторирао је на универзитету Јејл, бранећи тезу о политичкој мисли Томаса Хобса. Он је такође предавао на универзитету Јејл, према његовим речима, "кратко и несрећно."
Пре пријема у Јејл он је био уредник поезије у Рефлексијама, малом књижевном магазину, објављиваном у Чепел Хилу, Северна Каролина, у раним 1960-их и био је активан у покрету за грађанска права. Након завршетка Јејла провео је неколико година у Француској.Вратио се у Јужну Каролину 1980. године и настанио у малом приморском селу Мекклинвил.У 2004. години, он је преселио у Медисон, Висконсин, где и сада живи. Пре писања, он је радио као механичар за бицикла,столар, рибар и штампар.
Ожењен је  Нором Менхајм, ћерком познатог књижевног преводиоца Ралфа Менхајма.Имају  двоје деце.Сем има и сина из првог брака.
Аутор пет романа. Први је роман у стиховима, Кривични живот Ефи О., објављено 2005. године,описује као "дечја књига за одрасле".Њега је илустровала  Вирџинија Беверли.
У 2006. години кафа у дому штампе објавила је Фермина: Авантуре велеградског пробисвета,веома духовита прича о књижару пацову у тешким временима. У 2007. години шпански издавач је купио светска права на Фермина, укључујући и права на енглеском језику.Роман је постао бестселер у Европи и преведен је на више од десетак језика.
Крик  лењивца, објављен у 2009. години, представља трагичан-стрип роман, који говори о тобогану пропалог писца. Роман се састоји од сваке речи коју главни јунак пише у року од четири месеца, укључујући писма, недовршене романе, новине, рекламе, и листе производа.
Стакло, објављено у 2011. години, су измишљени мемоари Една, супруга преминулог аутора. Една је жели да напише предговор за роман свог преминулог мужа.Међутим, уместо тога Една наглашено покушава написати посебну књигу "не само о Кларенс, али и о мом животу, како је могуће претварати се да разумем Кларенс без тога." Дан за даном страница, наизглед случајне мисли падају са њеное писаће машине. Постепено се формира у мозаик успомена-то је прича дивног брака и ума гурнутог до крајњих граница.
Пут пца, издат у 2013. години је роман који прати Харолда Нивенсона оронулог старијег човека,који је некада био уметник и покровитељ уметности. Смрт Петра Мајнингера, његовог пријатеља је била романтична.Интелектуални противник подстиче га да размишља о својој каријери као подређеној  каријери уметника и коллекционара и смисао живота, сумње које га мучите.Током времена, његова горчина и увреде своје породице, својих добрих комшија и пад интелектуалног уметничког дискурса даје пут до света унутар себе, како он излази из сенке прошлости и проналази разлог да живи, сваки дан, од "сада".
Његов последњи роман, "Завршиће се са нама", објављен је 2014. године.

## Признање
Сем Севиџ био је финалиста у 2007. години, премије за књиге објављене у 2006. години од друштва Мидланд аутора, у 2006 Литблог ко-оп прочитајте овај избор, као и Барнес & Нубле велики нови писци.